# Nyctonympha punctata
Nyctonympha punctata är en skalbaggsart som beskrevs av Martins och Maria Helena M. Galileo 1989. Nyctonympha punctata ingår i släktet Nyctonympha och familjen långhorningar. Inga underarter finns listade i Catalogue of Life.